# Vilém Sallač
Vilém Sallač (25. březen 1852 Polička – 2. červen 1927 Česká Lípa) byl vysokoškolský a středoškolský pedagog a lesnický odborník.

## Život
Narodil se v Poličce jako syn komisaře politické správy. Rodina se přestěhovala do Prahy, kde Sallač vystudoval malostranské gymnázium. Následně studoval na Filosofické fakultě Univerzity Karlovy; studia dokončil v roce 1878. V roce 1900 byl promován na doktora filosofie.
Jako pedagog působil nejdříve na malostranském gymnáziu.

### Bělá pod Bezdězem
V roce 1882 získal místo středoškolského učitele přírodních věd na střední lesnické škole v Bělé pod Bezdězem, které se uvolnilo po Emanuelu Purkyněm. Vyučoval zde botaniku, zoologii, mineralogii a geologii a vedl související praktika. V letech 1899–⁠1901 zde působil jako prozatímní ředitel a v letech 1901–⁠1912 jako zástupce ředitele. Spolu se svými studenty a pedagogem Vojtěchem Peřinou se zasloužil o parkovou úpravu náměstí v Bělé pod Bezdězem provedenou mezi lety 1883–⁠1884. Ve zdejším arboretu pěstoval přes 1000 druhů dřevin. V pedagogickém působení na této škole pokračoval i po roce 1904, kdy byla z Bělé pod Bezdězem přesunuta do Zákup. V Zákupech založil nové arboretum o rozloze tří hektarů.

### Po odchodu do penze
V roce 1913 odešel do penze. V roce 1918 mu byla nabídnuta docentura na pražském ČVUT, aby pomohl budovat Vysokou školu zemědělského a lesnického inženýrství, kde přednášel dendrologii, biologii lovné zvěře a lesnickou entomologii. Zemřel 2. června 1927 v České Lípě.

### Rodinný život
Sallač byl tchánem ředitele bělské lesnické školy Ferdinanda Fiscaliho.

## Dílo
V rámci svého vědeckého působení navázal spolupráci s průkopníkem kroužkování ptáků Curtem Loosem. Pomáhal Alfredu Hořicovi se sestavováním nejúplnější kolekce českého ptactva. Od počátku 20. století se Sallač věnoval především studiu jelenovitých.
V roce 1900 převzal spolu s dalšími pedagogy bělské lesnické školy, Bedřichem Steinbachem a Bedřichem Croyem, redakci dvojjazyčného časopisu Vereinschrift für Forst- Jagd- und Naturkunde –⁠ Spolkový časopis pro lesnictví, myslivost a přírodovědu, který vedl až do odchodu do penze v roce 1913.

### Sbírka jelenovitých
Sallač shromáždil rozsáhlou sbírku paroží jelenovité zvěře z celého světa. Za základ posloužila sbírka trofejí věnovaná jeho tchánem, lesnickým odborníkem Ferdinandem rytířem Fiscalim. Sbírka sloužila jako přírodovědná, nikoli trofejní. Poprvé Sallač sbírku představil na valné schůzi České lesnické jednoty roku 1908 v Praze. Sbírka byla vystavena i na mezinárodní výstavě ve Vídni v roce 1910. Při své vědecké práci vycházel Sallač z (vědeckou praxí později vyvráceného) předpokladu, že na hmotnost a členění paroží lze uplatňovat Mendelovy zákony.
Po Sallačově smrti byla sbírka zakoupena Československou mysliveckou jednotou a předána Lesnickému a mysliveckému muzeu v Brně, kde byla roku 1933 instalována v Hauptově paláci. Během druhé svtové války byla sbírka pravděpodobně deponována v Předklášteří u Tišnova; v této době byl zničen původní katalog sbírky. V roce 1948 byly sbírky převezeny do nové budovy Zemědělského muzea v Praze na Letné. V roce 1950 byly části sbírky přemístěny na zámky Konopiště a Kačina. Část konopišťské sbírky byla v roce 1954 předána do zámku v Lednici. Mezi lety 1961–⁠1963 byla sbírka z Konopiště přestěhována do loveckého zámku Ohrada v Hluboké nad Vltavou. Do Ohrady se v roce 1961 vrátila i část sbírky z Lednice. Nová instalace sbírky byla otevřena v roce 2014.

### Publikace
- 1897–⁠1898: Fenologická pozorování z Čech[4]
- 1902: Die Bleivergiftung bei Fasanen –⁠ toxikologické pojednání[4]
- 1910: Die Hirscharten auf der ersten internationalen Jagd-Ausstellung Wien 1910[4]
- 1911–⁠1912: Einiges über die Lungenwurmseuche –⁠ pojednání o nákaze zvěře plicními červy[4]
- 1912: Die Kronenhirsche und Mendelschen Gesetze[4]